# Miron (Ktistakis)
Miron, imię świeckie Miron Ktistakis (ur. 15 września 1969 w Heraklionie) – grecki duchowny prawosławny w jurysdykcji Patriarchatu Konstantynopola, od 2018 metropolita nowozelandzki.

## Życiorys
W 1997 przyjął święcenia diakonatu, a w 2001 prezbiteratu. 30 maja 2018 został wybrany na metropolitę nowozelandzkiego. 11 lipca otrzymał chirotonię biskupią.